# Александро-Байский район
Александро-Байский район — единица административного деления Адаевского уезда Киргизской АССР, существовавшая с марта 1921 года по сентябрь 1922 года.

## Административное устройство
Александро-Байский район был образован в составе Адаевского уезда 3 марта 1921 года. Всё население района было кочевым, поэтому постоянного административного центра район не имел. В район входило 4 волости: 1-я Мангышлакская, 2-я Мангышлакская, Раимбердинская, Тюб-Караганская. 9 сентября 1922 года район был упразднён, а входившие в него волости отошли в прямое подчинение Адаевскому уезду.